# Dorymetaecus
Genre
Synonymes
- Zoroides Berland, 1924

Dorymetaecus est un genre d'araignées aranéomorphes de la famille des Phrurolithidae.

## Distribution
Les espèces de ce genre se rencontrent en Australie sur l'île Lord Howe et en Nouvelle-Calédonie.

## Liste des espèces
Selon World Spider Catalog (version 24.5, 04/11/2023) :
- Dorymetaecus dalmasi (Berland, 1924)
- Dorymetaecus spinnipes Rainbow, 1920

## Systématique et taxinomie
Ce genre a été décrit par Rainbow en 1920. Il est placé dans les Phrurolithidae par Ramírez en 2014.
Zoroides a été placé en synonymie par Raven, Hebron et Williams en 2023.

## Publication originale
- Rainbow, 1920 : « Arachnida from Lord Howe and Norfolk Islands. » Records of the South Australian Museum, vol. 1, p. 229-272 (texte intégral).